# Бежтинский язык
Бежти́нский язы́к, капучинский язык (бежт. бежкьалас миц) — один из малочисленных цезских языков, язык бежтинцев. Распространён в Бежтинском участке Цунтинского района и в некоторых населенных пунктах Бабаюртовского, Кизлярского и Тарумовского районов Республики Дагестан, а также в Кварельском муниципалитете Грузии.

## Генеалогическая и ареальная информация
Бежтинский язык относится к цезской подветви аваро-андо-цезской ветви нахско-дагестанской семьи. Вместе с гунзибским образует особую группу — восточно-цезскую.

## Социолингвистическая информация
Распространен в трех селах Цунтинского района — Бежита (Бежта), Тлядал и Хочар-Хота (Хочал-Хота). По переписи населения 2010 года число носителей в России — 6072 человека, в Грузии по данным 2006 года — около 700 человек.
Выделяется 3 диалекта — бежитинский, тлядальский и хочархотинский.

## Письменность
Как и остальные цезские, язык бесписьменный, преимущественно бытового общения. В качестве литературных используются русский и аварский. Вместе с тем филологами признается факт права каждого народа в РФ (в том числе бежтинского) на обучения родному языку в закрепленной в Законе о языках РФ.
Язык бесписьменный, однако в 1990 году был опубликован проект алфавита бежтинского языка на основе кириллицы:
А а, Аь аь, АӀ аӀ, АьӀ аьӀ, Аа аа, Б б, В в, Г г, Гъ гъ, Гь гь, ГӀ гӀ, Е е, Д д, Ё ё, Ж ж, З з, И и, ИӀ иӀ, Ии ии, Й й, К к, Къ къ, Кь кь, КӀ кӀ, Л л, Лъ лъ, ЛӀ лӀ, М м, Н н, О о, Оь оь, ОӀ оӀ, ОьӀ оьӀ, Оо оо, П п, ПӀ пӀ, Р р, С с, Т т, ТӀ тӀ, У у, Уь уь, УӀ уӀ, УьӀ уьӀ, Уу уу, Х х, Хъ хъ, ХӀ хӀ, Ц ц, ЦӀ цӀ, Ч ч, ЧӀ чӀ, Ш ш, Ъ ъ, Э э, ЭӀ эӀ, Ээ ээ.
В 1999 году Институтом перевода Библии на бежтинском языке было издано Евангелие от Луки, ставшее первой книгой на этом языке; в 2005 году — «Книга притчей Соломоновых». В начале XXI века на бежтинский язык был переведён ещё ряд библейских текстов. Алфавит этих изданий отличается от алфавита, предложенного в 1990 году и имеет следующий вид: А а, Аь аь, Ан ан, Аьн аьн, А̄ а̄, Б б, В в, Г г, Гъ гъ, Гь гь, ГӀ гӀ, Д д, Е е, Ен ен, Ж ж, З з, И и, Ин ин, Ӣ ӣ, Й й, К к, Къ къ, Кь кь, КӀ кӀ, Л л, Лъ лъ, ЛӀ лӀ, М м, Н н, О о, Оь оь, Он он, Оьн оьн, О̄ о̄, П п, ПӀ пӀ, Р р, С с, Т т, ТӀ тӀ, У у, Уь уь, Ун ун, Уьн уьн, Ӯ ӯ, Х х, Хъ хъ, ХӀ хӀ, Ц ц, ЦӀ цӀ, Ч ч, ЧӀ чӀ, Ш ш, Э э, Эн эн, Ъ ъ.
В 2015 году был издан картинный бежтинско-аварско-грузинско-русский словарь, в котором использовался ещё один вариант алфавита: А а, АӀ аӀ, Б б, В в, Г г, Гъ гъ, Гь гь, ГӀ гӀ, Д д, Е е, Ё ё, Ж ж, З з, И и, Й й, К к, Къ къ, Кь кь, КӀ кӀ, Л л, Лъ лъ, ЛӀ лӀ, М м, Н н, О о, ОӀ оӀ, П п, ПӀ пӀ, Р р, С с, Т т, ТӀ тӀ, У у, УӀ уӀ, Х х, Хъ хъ, ХӀ хӀ, Ц ц, ЦӀ цӀ, Ч ч, ЧӀ чӀ, Ш ш, Щ щ, Ъ ъ, Ь ь, Э э, Ю ю, Я я.

## Фонология[5]

### Согласные
|           |                    | Губные | Зубные | Альвеолярные | Латеральные | Среднеязычне | Заднеязычные | Увулярные | Фарингальные | Ларингальные |
| --------- | ------------------ | ------ | ------ | ------------ | ----------- | ------------ | ------------ | --------- | ------------ | ------------ |
| Смычные   | Звонкие            | б      | д      |              |             |              | г            |           |              |              |
| Смычные   | Несмычно-гортанные | п      | т      |              |             |              | к            |           | (гӀ)         | ъ            |
| Смычные   | Смычно-гортанные   | пӀ     | тӀ     |              |             |              | кӀ           |           |              |              |
| Аффрикаты | Несмычно-гортанные | ц      |        | ч            | кь          |              |              | хъ        |              |              |
| Аффрикаты | Смычно-гортанные   | цӀ     |        | чӀ           | лӀ          |              |              | къ        |              |              |
| Спиранты  | Звонкие            | в      | з      | ж            |             | й            |              | гъ        |              |              |
| Спиранты  | Глухие             |        | с      | ш            | лъ          |              |              | х         | (хӀ)         | гь           |
| Сонорные  | Сонорные           | м      | н      | р            | л           |              |              |           |              |              |

### Гласные
|                | Передний ряд | Передний ряд | Передний ряд | Задний ряд | Задний ряд | Задний ряд |
| Краткие        | Долгие       | Носовые      | Краткие      | Долгие     | Носовые    |            |
| -------------- | ------------ | ------------ | ------------ | ---------- | ---------- | ---------- |
| Верхний подъём | и уь         | ии           | иӀ уьІ       | у          | уу         | уІ         |
| Средний подъём | э оь         | ээ           | эӀ оьІ       | о          | оо         | оІ         |
| Нижний подъём  | а аь         | аа           | аІ           | а          | аа         | аІ         |

## Типологическая характеристика[4]

### Тип (степень свободы) выражения грамматических значений
Бежтинский является языком синтетического типа. Имена изменяются по падежам и числам, глаголы по лицам и числам:
(1) кид й-эӀкьес алІаъ
«Дочь идет(едет) в село»

### Характер границ между морфемами
Бежтинский — язык фузионного типа. Разные значения выражаются разными морфемами:
(2) гьем-∅\гьем-а
столб-Nom\столб-Pl-Nom
(3) гьем-ас\гьем-а-ас
столб-GenI\столб-Pl-GenI

### Локус маркирования
Маркирование в поссесивной группе — зависимостное:
(4) Ийо-с (род. падеж) кунта
«Платье матери»
Маркирование в предикации — двойное (существительное согласуется с глаголом по падежу, глагол с существительным — по показателю класса):
(5) Лъи й-еІкьес алІаъ
«Вода пришла в село»

### Тип ролевой кодировки
Для бежтинского характерен эргативный строй (при непереходных глаголах субъект — в именительном падеже, при переходных — в эргативном):
(6) Колхозлила ахбаъ цІуддо эІш б-икъойо
«В колхозном саду красные яблоки созрели»
(7) Кибба (эрг. падеж) б-икьена (III кл.) гей эІш
«Дочь бросила яблоко»

### Базовый порядок слов
Базовый порядок слов для бежтинского — SVO:
(8) Мигьналис гьокІ тухъна гей дил
«Я услышал голос птицы»

## Яркие языковые особенности

### Система классов[4]
Одной из ярких языковых особенностей является система грамматических классов. Грамматических классов в бежетинском диалекте 4, а в тлядальском — 6.
|        | I кл. | II кл. | III кл. | IV кл. |
| ------ | ----- | ------ | ------- | ------ |
| Ед. ч. | -     | й      | б       | й      |
| Мн. ч. | б     | б      | й       | й      |

К I классу относят слова, обозначающих лиц мужского пола, таких как або "отец, ожо «сын», ис «брат», века «пастух», къебед «кузнец» и т. д.
К II классу относят слова, обозначающих лиц женского пола, таких как ийо «мать», кид «дочь», иси «сестра», ахъо «жена», къоролай «вдова» и т. д.
К III классу относят слова, обозначающих животных, таких как вая «корова», шугошова «лошадь», бацІо «волк» и т. д.; слова, обозначающие многие неодушевленные предметы: чала «камыш», миц «язык», кьамо «крыша» и т. д.
К IV классу относят названия многих неодушевленных предметов и абстрактных понятий: цІитІ «нож», кунта «платье», кил «железо», водо «дождь» и т. д.

### Серии местных падежей[4]
В бежтинском 8 серий местных падежей, в каждой из которой два падежа — покоя и удаления. Такая система хотя и распространена на Кавказе, в пределах Европейского макроареала эта особенность очень редка:
|          | 1     | 2     | 3     | 4     | 5     | 6                 | 7      | 8     |
| -------- | ----- | ----- | ----- | ----- | ----- | ----------------- | ------ | ----- |
| Покой    | -кьа  | -хъа  | -гъа  | -лІ   | -лъ   | -ъ                | -гъой  | -дой  |
| Удаления | -кьас | -хъас | -гъас | -лІцо | -льцо | -ъисъ, -ъас, -ъес | -гъойс | -дойс |

1-я серия: нахождение на поверхности;
2-я серия: обладание предметом;
3-я серия: нахождение при ком-чем;
4-я серия: нахождение под кем-чем;
5-я серия: нахождение на вертикальной поверхности;
6-я серия: нахождение внутри;
7-я серия: совместность;
8-я серия: нахождение вблизи кого-либо, чего-либо.

## Список сокращений
Nom — именительный падеж
Pl — множественное число
GenI — родительный падеж1
род. падеж — родительный падеж
эрг. падеж — эргативный падеж